# ذخیره‌گاه شکار

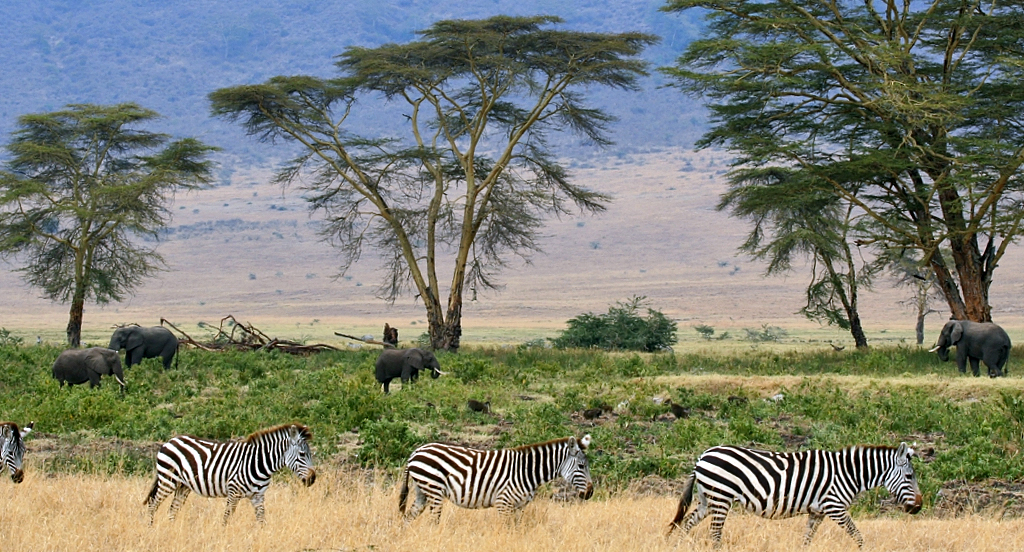
ساوانا در منطقه حفاظت‌شده انگورونگورو، تانزانیا

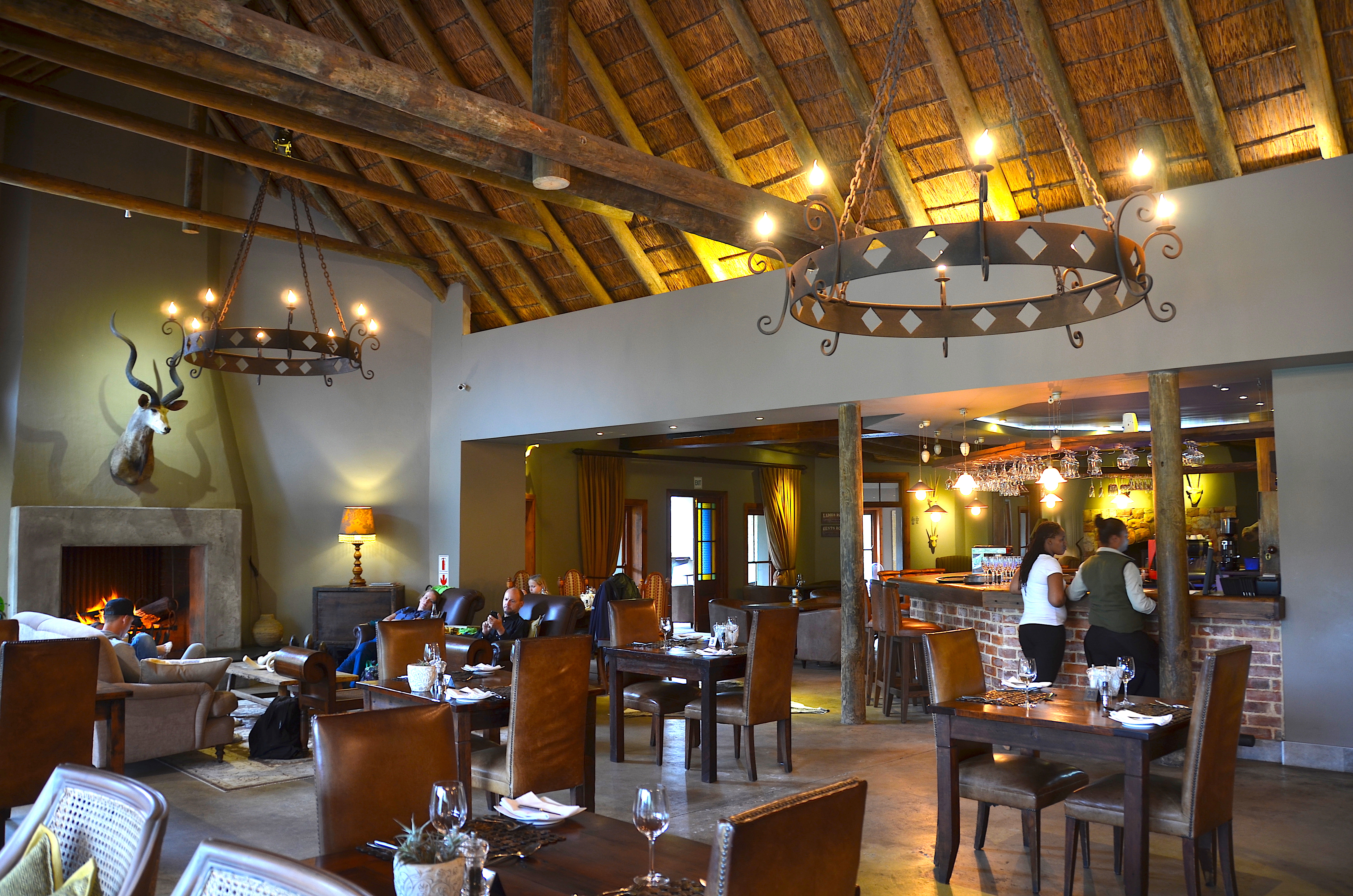
اقامتگاه در ذخیره‌گاه شکار بوتلیرسکوپ در آفریقای جنوبی (۲۰۱۵)

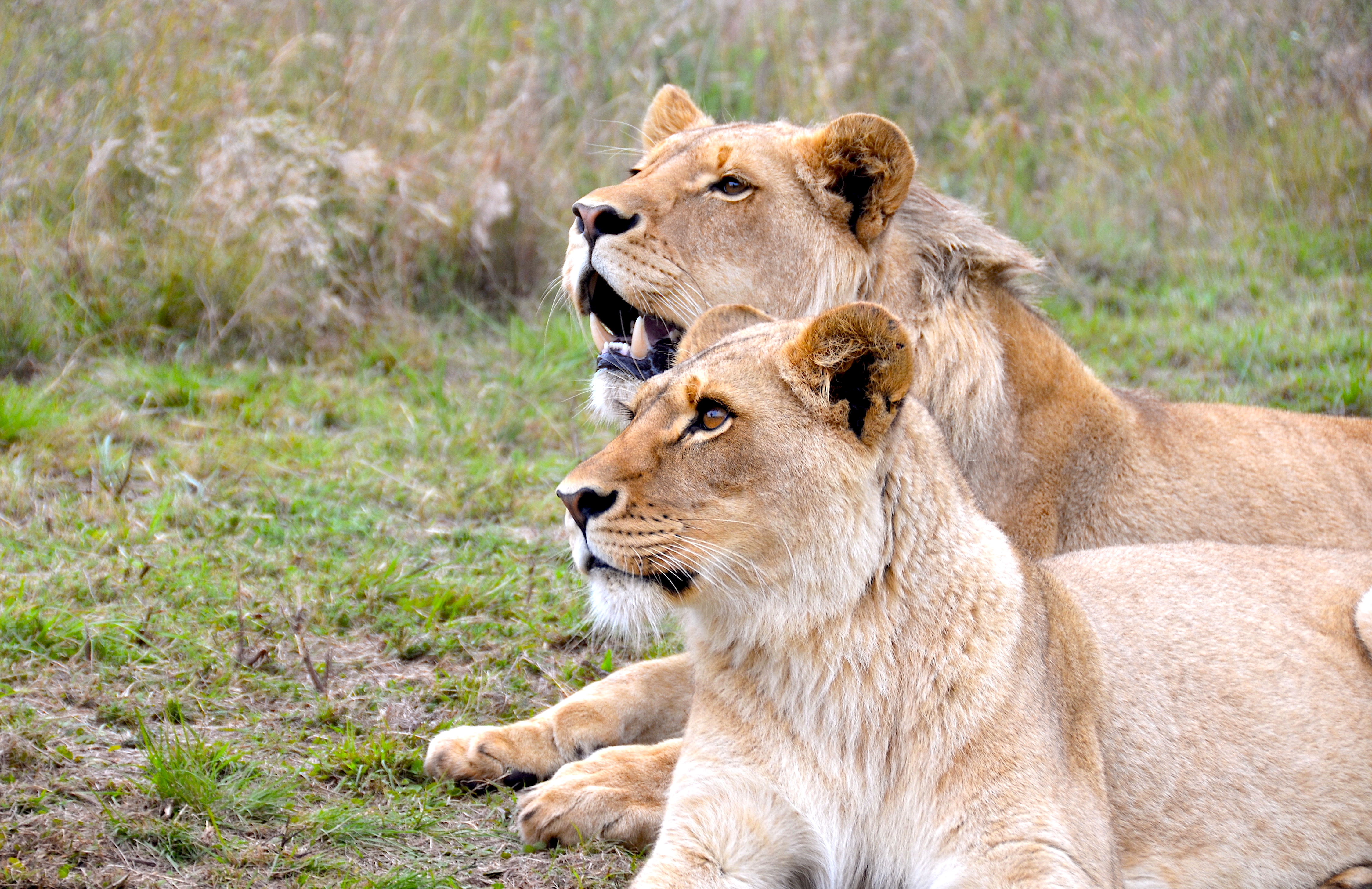
دو شیر در ذخیره‌گاه شکار بوتلیرسکوپ

ذخیره‌گاه شکار (به انگلیسی: Game reserve) (همچنین به عنوان پارک شکار نیز شناخته می‌شود) منطقه وسیعی از زمین است که در آن جانوران وحشی به صورت کنترل‌شده برای ورزش شکار می‌شوند. اگر شکار ممنوع باشد، ذخیره‌گاه شکار می‌تواند ذخیره‌گاه طبیعی در نظر گرفته شود. با این حال، تمرکز یک ذخیره‌گاه شکار به‌طور خاص جانوران است، در حالی که یک ذخیره‌گاه طبیعی نیز، اگر نگوییم به‌طور مساوی، به همهٔ جنبه‌های زیست‌بومی منطقه (گیاهان، جانوران، قارچ‌ها و غیره) مربوط می‌شود.
بسیاری از ذخیره‌گاه‌های شکار در آفریقا واقع شده‌اند. بیشتر به روی همگان باز است و گردشگران معمولاً در سافاری‌های دیدنی شرکت می‌کنند. از نظر تاریخی، در میان شناخته‌شده‌ترین اهداف شکار، به‌اصطلاح پنج شکار بزرگ در آفریقا: کرگدن (کرگدن سفید و همچنین کرگدن سیاه)، فیل، گاومیش آفریقایی، پلنگ و شیر بود که به دلیل دشواری و خطر موجود در شکار آن‌ها به این نام نام‌گذاری شد.
در یک ذخیره‌گاه شکار، اکوسیستم‌ها محافظت می‌شوند و حفاظت معمولاً کلیدی است. حیات وحش بومی در زیستگاه طبیعی خود به ایجاد محیطی کمک می‌کند که در آن رشد تعداد با سرعت طبیعی رخ دهد.
برخی از ذخیره‌گاه‌های شکار دارای چندین اکوسیستم هستند، از بوته‌های دره، علفزار ساوانا و خوش‌بوته‌زارها گرفته تا جنگل‌های رودخانه‌ای و جنگل‌های اقاقیا. این یک پیشرفت چشمگیر در انواع حیات وحش موجود و گونه‌های متعدد پرندگانی است که در این محیط‌ها رشد می‌کنند.